# Cerro Gordo Viejo
Cerro Gordo Viejo är en ort i Mexiko.   Den ligger i kommunen Ayutla de los Libres och delstaten Guerrero, i den södra delen av landet, 270 km söder om huvudstaden Mexico City. Cerro Gordo Viejo ligger 350 meter över havet och antalet invånare är 383.
Terrängen runt Cerro Gordo Viejo är kuperad åt nordost, men åt sydväst är den platt. Runt Cerro Gordo Viejo är det ganska tätbefolkat, med 58 invånare per kvadratkilometer. Närmaste större samhälle är Ayutla de los Libres, 3,3 km öster om Cerro Gordo Viejo. Omgivningarna runt Cerro Gordo Viejo är en mosaik av jordbruksmark och naturlig växtlighet.